# 真陽公主
真阳公主（?—?），唐朝公主，是中国唐朝第六代皇帝唐玄宗李隆基之女。
开元二十八年（740年）二月初八日，被封为真阳公主。嫁给了宰相源乾曜之子源清，后来改嫁唐中宗女长宁公主驸马苏彦伯的侄子苏震。 